# Sarah Kernochan
Sarah Kernochan est une scénariste et réalisatrice américaine, née le 30 décembre 1947 à New York.
Elle est notamment connue pour avoir coécrit des films comme 9 semaines ½, Sommersby et Apparences, et pour avoir réalisé les documentaires Marjoe et Thoth qui lui ont valu deux Oscars.
Également chanteuse et parolière, elle a sorti deux albums dans les années 1970 et participé aux bandes originales de ses propres films. Elle a aussi publié deux romans.

## Biographie
Elle est la fille de l'universitaire John Marshall Kernochan (en). Elle est mariée avec le metteur en scène et réalisateur James Lapine.

## Filmographie
Sauf indication contraire, les informations mentionnées dans cette section peuvent être confirmées par la base de données cinématographiques IMDb,  présente dans la section « Liens externes ».

### Comme scénariste
- 1986 : 9 semaines ½ (Nine ½ Weeks) d'Adrian Lyne
- 1987 : Dancers (en) de Herbert Ross
- 1991 : Impromptu de James Lapine
- 1993 : Sommersby de Jon Amiel
- 1998 : Les filles font la loi (All I Wanna Do) d'elle-même
- 2000 : Apparences (What Lies Beneath) de Robert Zemeckis
- 2012 : Permis d'aimer (Learning to Drive) d'Isabel Coixet

### Comme réalisatrice
- 1972 : Marjoe (documentaire), coréalisé avec Howard Smith
- 1998 : Les filles font la loi (All I Wanna Do)
- 2002 : Thoth (court métrage documentaire)

### Comme productrice
- 1972 : Marjoe (documentaire) d'elle-même et Howard Smith
- 2002 : Thoth (court métrage documentaire) d'elle-même
- 2013 : The Perfect Silence (court métrage) de Naz Sadoughi

### Autres
- 1972 : Marjoe (documentaire) d'elle-même et Howard Smith - parolière et chanteuse
- 1986 : 9 semaines ½ (Nine ½ Weeks) d'Adrian Lyne - actrice : une invitée de la galerie
- 1998 : Les filles font la loi (All I Wanna Do) d'elle-même - parolière

## Discographie
- 1973 : House of Pain (RCA Records)
- 1974 : Beat Around The Bush (RCA Records)
- 1998 : All I Wanna Do (bande originale du film)
- 2013 : Decades of Demos

## Publications
- 1977 : Dry Hustle (roman érotique)
- 2011 : Jane Was Here (roman)

## Distinctions
Sauf indication contraire, les informations mentionnées dans cette section peuvent être confirmées par la base de données cinématographiques IMDb,  présente dans la section « Liens externes ».

### Récompenses
- Oscars 1973 : Oscar du meilleur film documentaire pour Marjoe
- Prix de la Western Writers of America 1994 : Spur Award du meilleur scénario de long métrage pour Sommersby
- Festival du film de Santa Cruz 2002 : Meilleur film biographie (prix du public) pour Thoth
- Oscars 2002 : Oscar du meilleur court métrage documentaire pour Thoth
- Festival du film indépendant de Boston 2003 : Grand Prix du jury du court métrage pour Thoth

### Nomination
- Razzie Awards 1987 : pire scénario pour 9 semaines ½